# Thomas Tudor Tucker (Politiker)

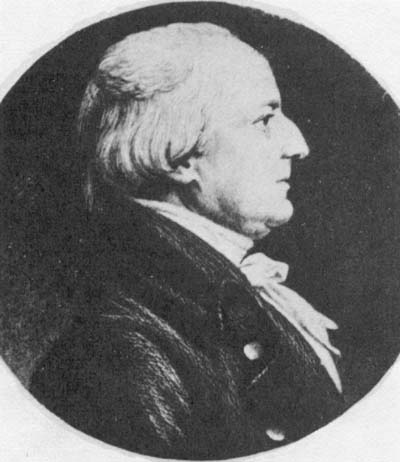
Thomas Tudor Tucker

Thomas Tudor Tucker (* 25. Juni 1745 auf Bermuda; † 2. Mai 1828 in Washington, D.C.) war ein US-amerikanischer Arzt und Politiker. Er vertrat den Bundesstaat South Carolina im Kontinentalkongress und Repräsentantenhaus der Vereinigten Staaten. Später war er bis zu seinem Tode Schatzmeister der Vereinigten Staaten (Treasurer of the United States).

## Leben
Tucker studierte an der University of Edinburgh in Schottland Medizin und wanderte dann nach South Carolina aus. Dort praktizierte er und war auch Militärarzt in der Kontinentalarmee. Er geriet am 12. Mai 1780 in Kriegsgefangenschaft, nachdem Benjamin Lincoln in Charleston kapituliert hatte.
Er war Abgeordneter im Repräsentantenhaus von South Carolina in den Jahren 1776, 1782–1783, 1785 und 1787–1788, des Kontinentalkongresses 1787 und 1788. Tucker wurde als Vertreter South Carolinas in den ersten und zweiten Kongress der Vereinigten Staaten gewählt. Sein Mandat dauerte vom 4. März 1789 bis zum 3. März 1793.
US-Präsident Thomas Jefferson ernannte Tucker zum Treasurer of the United States, womit er die dritthöchste Position im Finanzministerium bekleidete. Die Amtszeit begann am 1. Dezember 1801 und endete mit Tuckers Tod am 2. Mai 1828.